# Salstjärnen, Ångermanland
Salstjärnen är en sjö i Bjurholms kommun i Ångermanland och ingår i Lögdeälvens huvudavrinningsområde. Sjön har en area på 0,041 kvadratkilometer och ligger 337,3 meter över havet.

## Delavrinningsområde
Salstjärnen ingår i det delavrinningsområde (708659-164607) som SMHI kallar för Ovan 708366-164933. Medelhöjden är 279 meter över havet och ytan är 15 kvadratkilometer. Det finns inga avrinningsområden uppströms utan avrinningsområdet är högsta punkten. Vattendraget som avvattnar avrinningsområdet har biflödesordning 3, vilket innebär att vattnet flödar genom totalt 3 vattendrag innan det når havet efter 64 kilometer. Avrinningsområdet består mestadels av skog (82 procent). Avrinningsområdet har 0,04 kvadratkilometer vattenytor vilket ger det en sjöprocent på 0,3 procent.